# Хейленс, Жорж
Жорж Хейленс (фр. Georges Heylens; род. 8 августа 1941, Эттербек, Бельгия) — бельгийский футболист и футбольный тренер, защитник.

## Клубная карьера
В футболе дебютировал в 1960 году выступлениями за команду «Андерлехт», за которую выступал на протяжении всей карьеры. Большинство времени в команде был основным игроком защиты. За это время семь раз боролся за титул чемпиона Бельгии и трижды становился обладателем Кубка Бельгии. Всего провёл за «Андерлехт» 361 матч, в котором забил 10 голов.

## Карьера в сборной
8 марта 1961 года дебютировал в официальных матчах в составе национальной сборной Бельгии.
В составе сборной был участником чемпионата мира 1970 года, на котором играл во всех трёх матчах своей команды. В 1972 году принял участие в дебютном для бельгийцев чемпионате Европы.
За свою тринадцатилетнюю карьеру в национальной сборной провёл в её составе 67 матчей.

## Тренерская карьера
Начал тренерскую карьеру в 1973 году, возглавив тренерский штаб клуба «Юнион», после чего возглавлял «Кортрейк» и «Эндрахт». В 1984 году переехал во Францию, став главным тренером «Лилля», который тренировал пять лет.
С 1995 по 1997 год работал в Турции с клубами «Генчлербирлиги» и «Газиантепспор», в перерыве между которыми успел поработать на родине с «Мехеленом».